# Résidence Coghen
La résidence Coghen est un immeuble moderniste réalisé par l'architecte belge Josse Franssen (1906 - 1990) entre 1952 et 1955.

## Localisation
L’immeuble se situe au no 244 Avenue Coghen dans la commune d’Uccle dans la région de  Bruxelles-Capitale, en face du collège Saint-Pierre Uccle.

## Histoire
L’architecte Josse Franssen conçoit pour M. Ruttiens un avant-projet de principe soumis à l’entrepreneur le 20 décembre 1951 pour un immeuble à appartements au 246 avenue Coghen, d’une hauteur de 19,50 mètres et une largeur de 19,20 mètres. L’immeuble est séparé de la maison de M. Niedzianogora au 242 avenue Coghen par une parcelle vide de 7 mètres de largeur. 
En février 1952, l’administration communale d’Uccle demande que l’immeuble, à moins d’être adossé au pignon existant de la, soit réduit d’un étage. L’architecte conseille alors à son client d’échanger avec la parcelle séparant le projet d’immeuble à la maison de M. Niedzianogora au n°242.  
M. Franssen conçoit alors un nouveau projet d’immeuble à appartements au 244 avenue Coghen, avec 5 étages sur rez-de-chaussée et un 6ème étage en recul par rapport à la rue. Chaque étage est composé de 4 appartements. L’immeuble fait une largeur de 27 mètres, et la façade mesure 19,50 mètres de hauteur, tel que bâtiment du 242 avenue Coghen. Il joint à une nouvelle demande d’autorisation de bâtir 8 documents graphiques dont 5 plans, deux élévations et une coupe.
Le 9 août 1952, M. Franssen adresse un courrier au directeur du Service des Bâtisses de la comme d’Uccle et y joint un extrait cadastral, une vue perspective schématique du projet et un croquis au niveau du dernier étage proposant une ventilation plus grande du tuyau vidoir .
Le 10 mars 1953, les plans de l’immeuble sont une nouvelle fois modifiés. Le système de ventilation initial est remplacé par le système de ventilation intégrale “Shunt”, de plus en plus populaire en Belgique. D’autres éléments comme la disposition des escaliers et ses fenêtres sont modifiés.
D’après les propos de Pierre-Louis Flouquet dans un article sur la résidence Coghen en 1956, les plans ont été modifiés à la demande des futurs propriétaires afin d’obtenir trois appartements par étage au lieu de 4, avec un appartement central plus spacieux. Il indique aussi que Josse Franssen se réserve un appartement au dernier étage « dont les dispositions, l’équipement et la décoration forment une unité très personnelle. »
Les documents graphiques existants sont peu nombreux :
L’architecte Josse Franssen a détruit la plus grande partie de ses archives (…). Celles-ci se résument à une trentaine de documents graphiques, (…). Le fond est complété par une cinquantaine de photographies d’époque. t dé
Ces propos expliqueraient pourquoi les plans, coupes, élévations etails du projet final après toutes les modifications survenues sont introuvables.

## Architecture

### L’extérieur
Dans l’architecture de Josse Franssen, la façade principale est le produit de l’aménagement intérieur de l’immeuble. La structure en béton bouchardé apparent montre explicitement la composition des appartements par étage. Au dernier étage, le recul est comblé par une structure rectangulaire en béton disposée en porte-à-faux au-dessus de la terrasse, l’encadrant et évitant ainsi de rompre avec la verticalité de l’ensemble.
Les appartements possèdent tous de grandes surfaces vitrées permettant à la lumière naturelle d’imprégner les espaces intérieurs et d’alléger la façade qui semble n’être qu’une simple ossature trouée de larges baies favorisant le contact avec l’extérieur. 
Les châssis coulissants en bois sont très fins, ainsi que les garde-corps, situés à la même hauteur pour une lecture plus homogène de la façade. Le petit jardinet au rez-de-chaussée ainsi que les bacs à plantes au niveau des terrasses ajoutent une touche de végétation à l’ensemble. 
L’entrée regroupe les portes piétonne et carrossable. Elle est ornée d’une sculpture de Frans Lamberechts en béton rouge, soulignant une double antenne T.V et radio, et d’un auvent en béton bouchardé à la forme fine et élancée.
La façade sur cour, moins élaborée et initialement recouverte d’un enduit en crépi tyrolienne, a une texture lisse et est peinte en gris-bleu clair. Elle reflète aussi l’aménagement intérieur avec les fentes visibles éclairant les axes de circulation verticaux. Les fenêtres sont moins larges et les châssis, cette fois-ci ouvrants, un peu plus épais. L’ensemble est très régulier mis à part l’appartement dans lequel a vécu l’architecte qui diffère énormément au niveau des dimensions de ses ouvertures et de ses balcons et avec un ensemble de carreaux de verres disposés de façon aléatoire.
La disposition du jardin donne l’impression lorsqu’on s’y installe qu’il recouvre toute la surface arrière de la parcelle. En effet, du jardin surélevé, la cour pavée et les garages ne sont pas visibles, générant un jeu de regards subtil entre la végétation et les habitations qui même au rez-de-chaussée peuvent l’apercevoir et profiter de la vue.

### L'intérieur
Le premier sas d’entrée est orné d’un large miroir, de boîtes aux lettres métalliques, d’un bac à plantes et d’une applique lumineuse en métal craquelé très caractéristique de l’époque. Du marbre encadre le tapis encastré au sol et orne les soubassements des murs et des plaques de travertin recouvrent le sol dans le sas d’entrée et dans le hall. Une paroi vitrée en verre coulé alternant stries verticales et horizontales, éclaire et aère ce dernier. De belles appliques lumineuses en verre opacifié et en métal éclairent l’espace pendant la nuit.
Le rez-de-chaussée est composé de 3 appartements et d’une loge pour le concierge près de laquelle des escaliers mènent au sous-sol et de là aux garages à travers une rampe. Pour accéder aux étages, deux cages d’escaliers et deux ascenseurs desservent les deux ailes de l’immeuble. Les escaliers sont éclairés par des ouvertures en béton translucide vitré sur toute leur hauteur.
Tous les appartements sont constitués d’un hall d’entrée desservant l’ensemble des pièces. Celles-ci sont spacieuses car l’architecte privilégie de grandes surfaces pour le séjour et les chambres en réduisant au plus possible les axes de circulation secondaires. La grande surface vitrée du salon permet à la lumière naturelle de traverser tout l’appartement jusqu’à la cuisine offrant une luminosité exceptionnelle à tous les étages.
L’architecte Josse Franssen a habité dans le plus grand appartement du dernier étage, meublé et personnalisé à son goût, ce qui explique pourquoi il est si différent des autres appartements de l’immeuble.

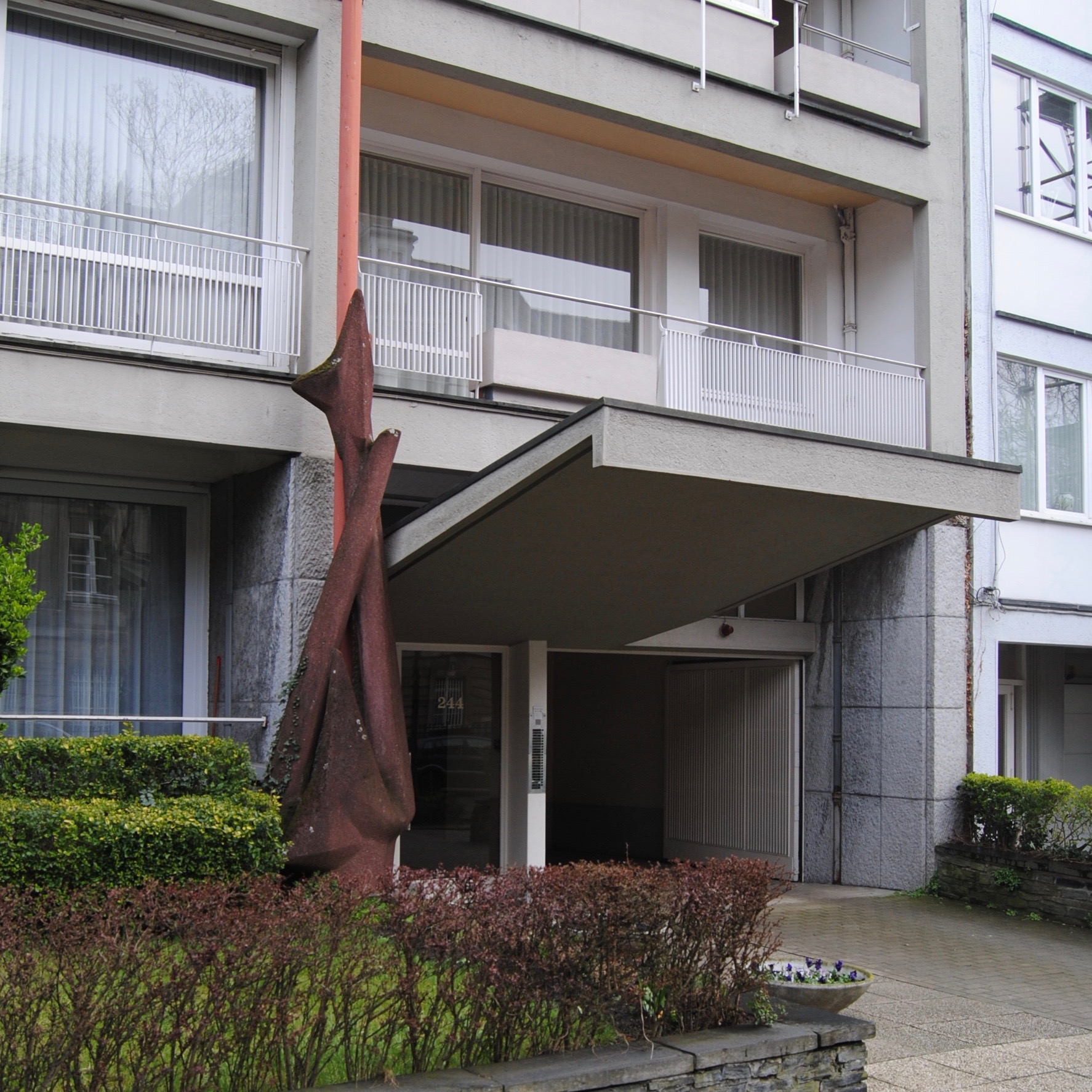
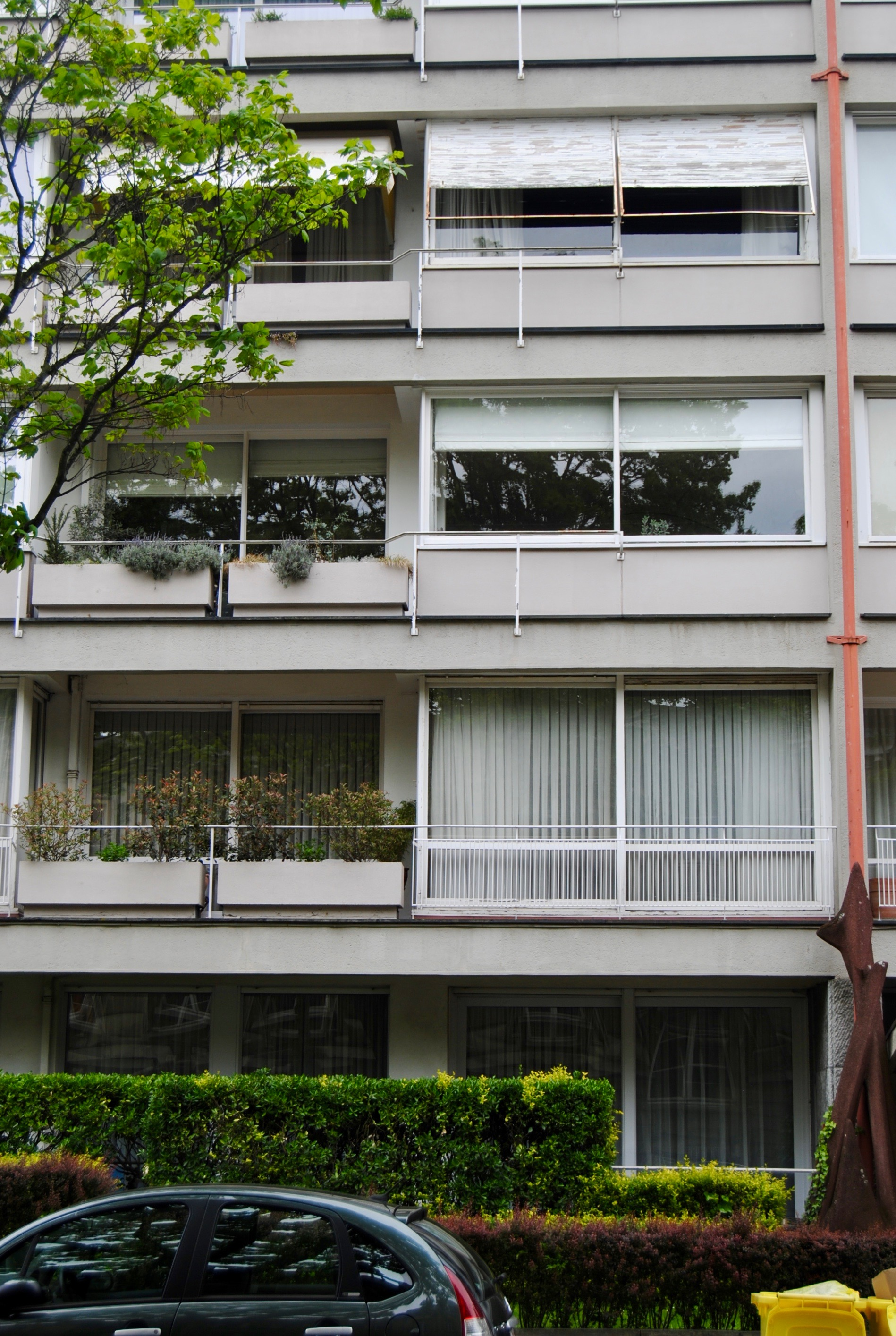
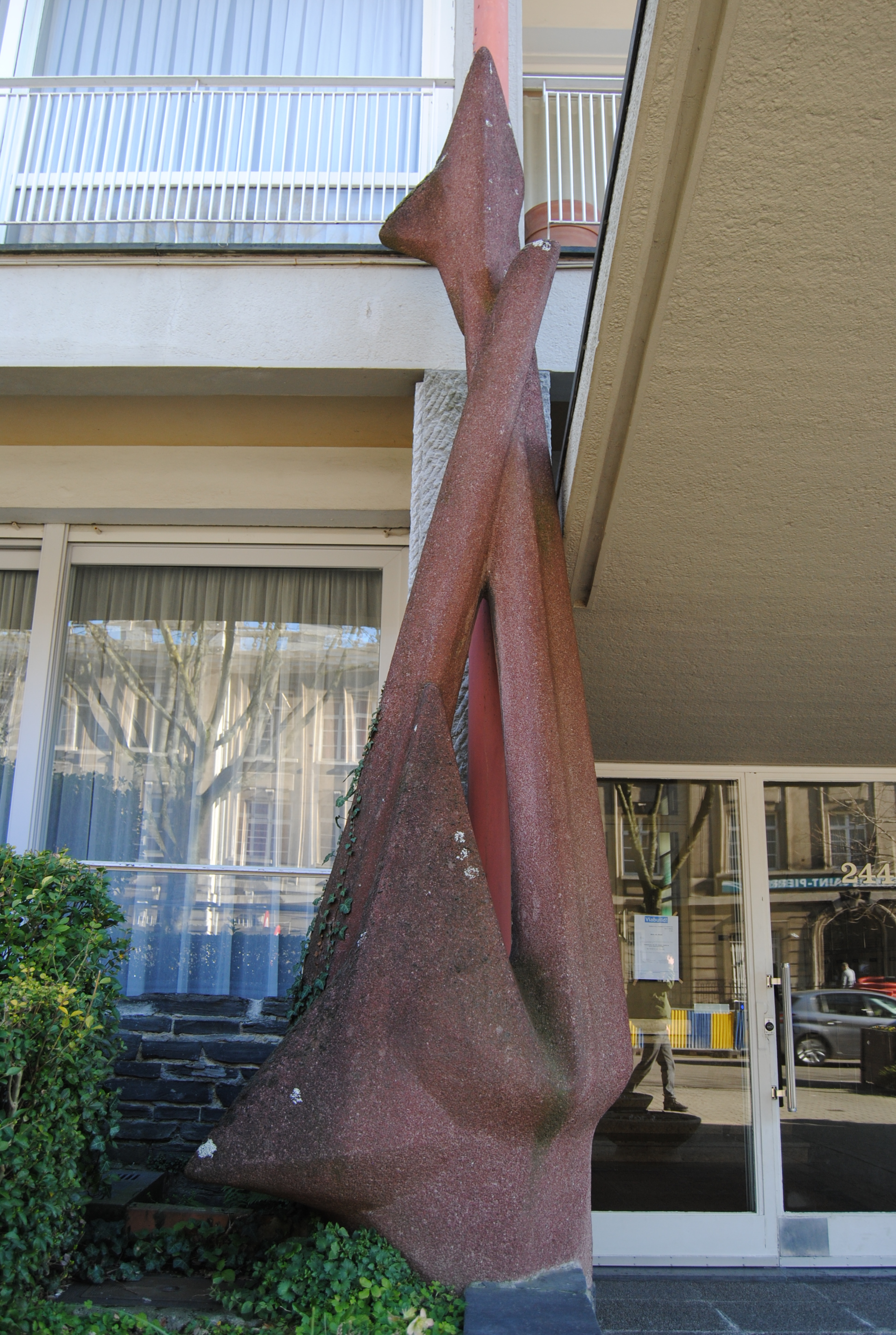
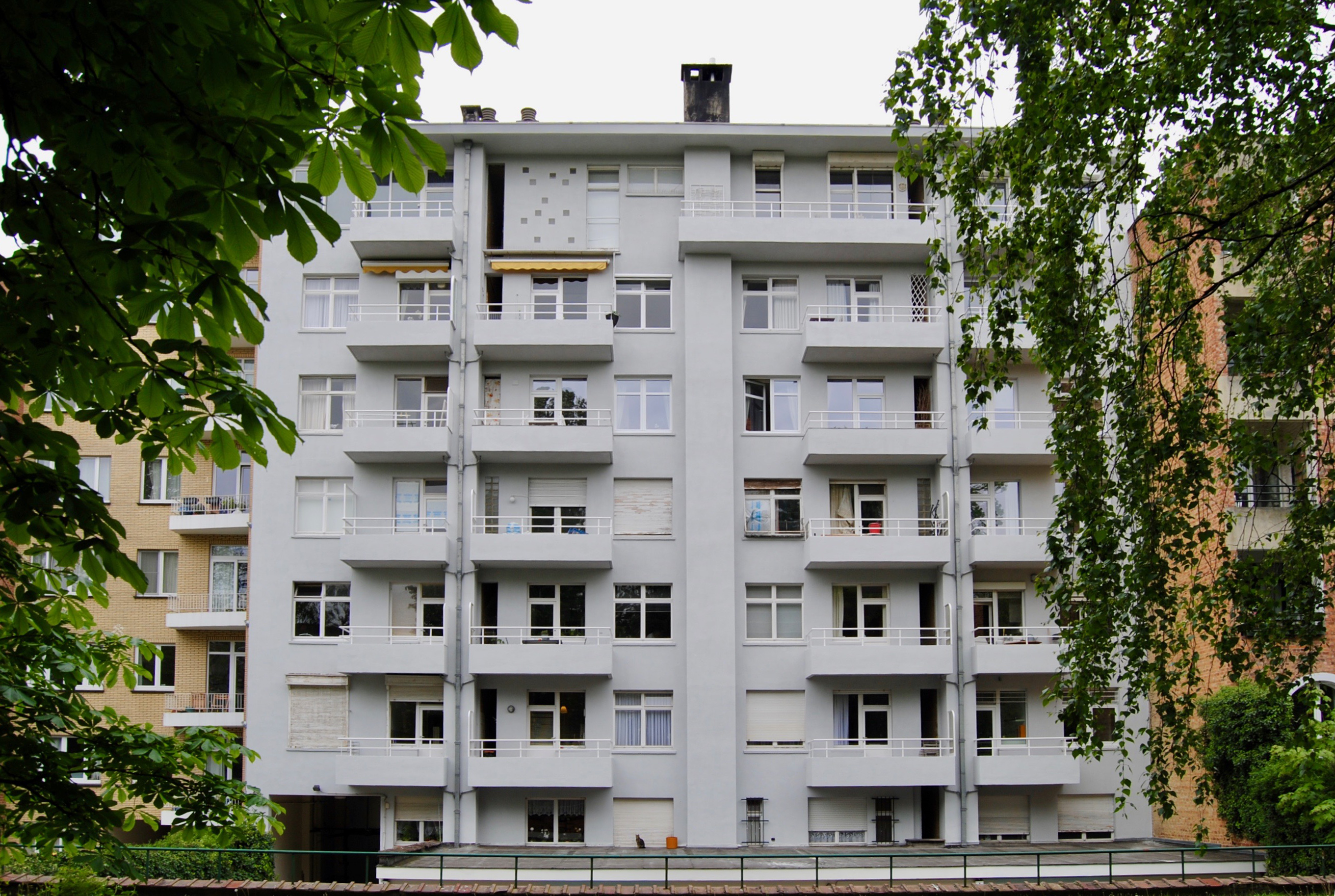

### Mémoire
- Amory Samuel, Rénovation durable du patrimoine moderniste d’après 1945 : une étude de cas : la résidence « Les nations » de l’architecte Josse Franssen, 2015, mémoire ULB.
- Dauven Florence, Josse Franssen : un architecte moderniste en Belgique, 2006, mémoire ULB.

### Publications
- « Immeuble à appartements », Architecture, 1952, n. 5, p. 144-146.
- « Immeuble à appartements », La Maison, 1956, vol. 12, n. 9, p. 259-260.
- « Résidence Coghen à Bruxelles », Architecture, 1957, n. 22, p. 882-883.
- « Immeuble à appartements à Bruxelles », La Maison, 1960, vol. 16, n. 4, p. 116-118.